# Cayenneralle
Die Cayenneralle (Aramides cajaneus) ist mit 35 Zentimetern ein sehr großer Vertreter aus der Familie der Rallen.

## Aussehen
Diese Art hat ein rotbraunes bis grünlichbraunes Rückengefieder, der Bauch ist kräftig rotbraun. Der Kopf und der Hals sind grau. Die kurzen Flügel sind rotbraun bis grünlichbraun. Der kurze Schwanz ist schwarz. Diese Art hat einen seitlich abgeflachten Rumpf. Die roten Beine mit den langen Zehen verhindern das Einsinken der Tiere in den Sumpf. Die Augen sind sehr rötlich, der lange dünne Schnabel ist gelb und die Schnabelspitze ist entweder gelb oder schwarz. Die Färbung ist bei manchen Exemplaren dieser Art sehr blass oder sehr kräftig ausgeprägt. Die Männchen sind etwas größer als die Weibchen.

## Verbreitung und Lebensraum

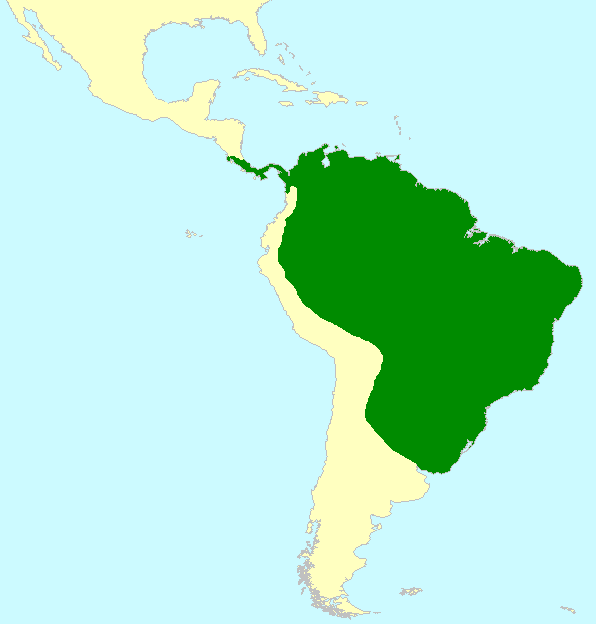
Verbreitungskarte der Cayenneralle

Diese Art kommt in den sumpfigen Waldgebieten von Costa Rica über Bolivien, Peru bis nach Brasilien vor.

## Lebensweise

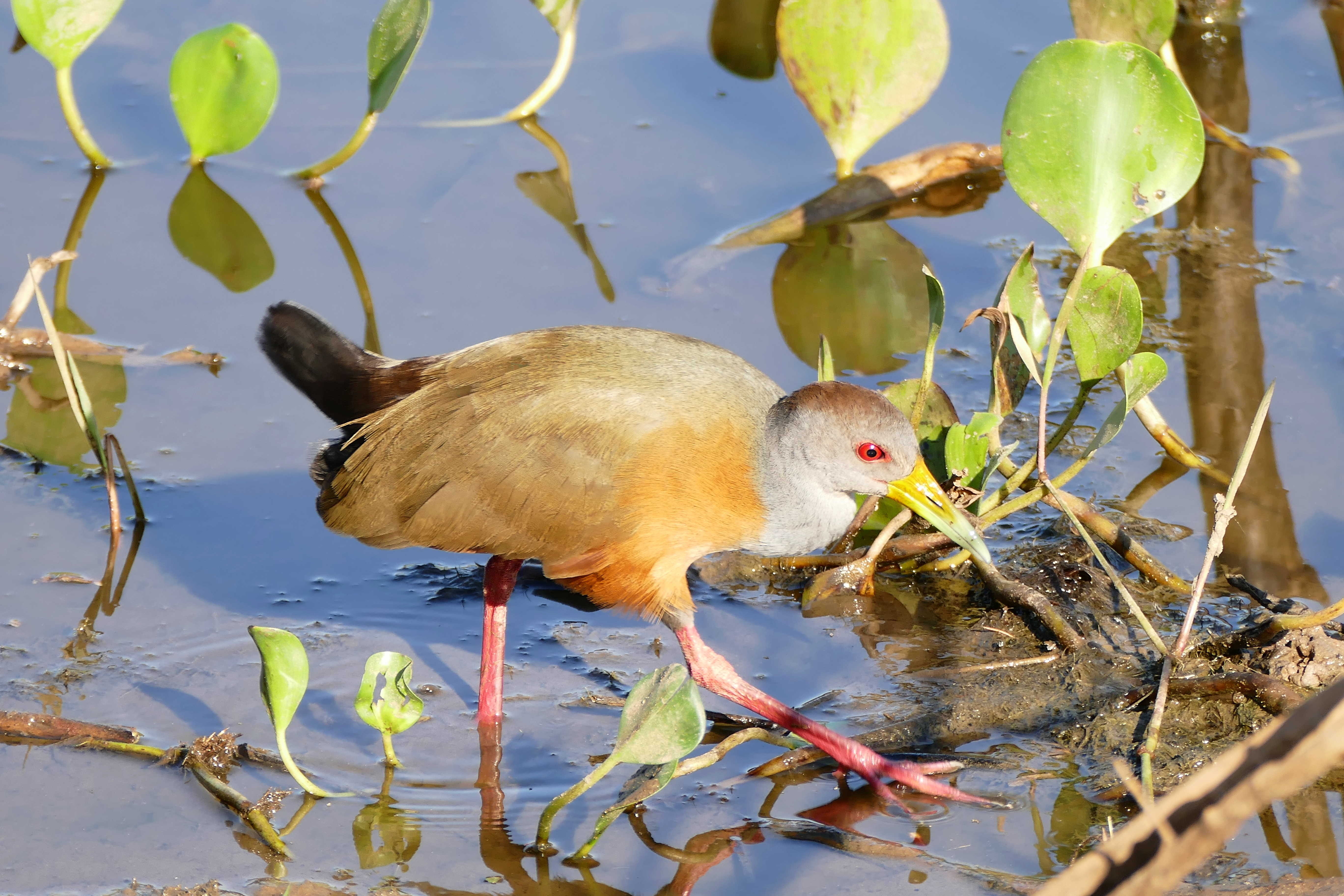
Eine über Schwimmpflanzen laufende Cayenneralle

Die Cayenneralle hält sich in der dichten Vegetation versteckt. Sie sind sehr gute Schwimmer, aber nur mäßige Flieger. Diese Art ernährt sich von Insekten, Spinnen, Weichtieren und Pflanzen. Diese Tiere sind vor allem in der Dämmerung und nachts aktiv. Den Tag verschlafen sie versteckt.

## Fortpflanzung
Diese Art baut ein kleines, schalenförmiges Nest aus frischen und verrottenden Pflanzenteilen. In das Nest legt das Weibchen 4 gefleckte Eier. Das Brutgeschäft übernimmt das Weibchen fast vollständig allein, nur selten wird es vom Männchen abgelöst. Nach 19 Tagen schlüpfen die Jungen und einen Tag später verlassen sie es und verstecken sich im dichten Schilf. Sie werden von beiden Altvögeln mit Nahrung versorgt. Bei Gefahr oder zum Ausruhen schlüpfen sie unter die Flügel der Altvögel. Es werden im Jahr nur 2 Bruten getätigt.

## Unterarten
Es sind zwei Unterarten bekannt:
- Aramides cajaneus cajaneus (Müller, PLS, 1776)[2] ist in Costa Rica, Panama, Kolumbien, Venezuela, Guyana, Suriname, Französisch-Guayana, Ecuador, Peru, Bolivien, Brasilien, Paraguay, Uruguay und dem Norden Argentiniens verbreitet.
- Aramides cajaneus avicenniae Stotz, 1992[3] kommt in den Küstengebieten im Südosten Brasiliens vor.

Aramides cajanea salmoni Chubb, C, 1918, Aramides cajanea grahami Chubb, 1919, Aramides cajanea peruviana Cory, 1915, Aramides cajaneus venezuelensis Cory, 1915 und Aramides gutturalis Sharpe, 1894 werden heute als Synonyme zur Nominatform betrachtet.

## Gefährdung
Aufgrund ihrer weiteren Verbreitung und das für diese Art keinerlei Gefährdungen bekannt sind, stuft die IUCN diese Art als (Least Concern) ungefährdet ein.

## Etymologie und Forschungsgeschichte

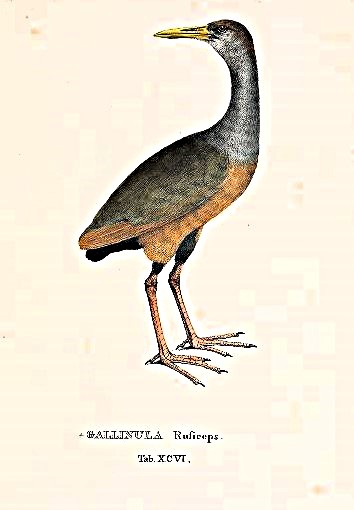
Tafel zu Spix Synonym Gallinula ruficeps

Die Erstbeschreibung der Cayenneralle erfolgte 1776 durch Philipp Ludwig Statius Müller unter dem wissenschaftlichen Namen Fulica Cajanea. Das Typusexemplar stammte aus Cayenne, wobei Müller sich auf Poule-d'eau de Cayenne, zuvor beschrieben von Georges-Louis Leclerc de Buffon, bezog. Es war Jacques Pucheran, der 1845 die neue Gattung Aramides einführte. Der Begriff leitet sich von αραμος aramos, deutsch ‚Namen, den Hesychios von Alexandria für einen Reiher verwendete‘ und -οιδης -oidēs, deutsch ‚ähnlich‘ ab. Der Artname cajaneus bezieht sich auf die Herkunft des Typusexemplars. Avicenniae bezieht sich auf die Pflanzengattung Avicennia, die gemeinsam mit Rhizophora die häufigsten vorkommenden Pflanzengattungen im Verbreitungsgebiet der Unterart sind. Salmoni ist Thomas Knight Salmon (1841–1878) gewidmet, grahami Reginald Simpson Graham (1813–1845). Peruviana bezieht sich auf Peru, venezuelensis auf Venezuela. Gutturalis hat seinen Ursprung in lateinisch gutturalis, guttur, gutturis ‚an der Kehle, Kehle‘ Alfred Laubmann hatte für sein Werk Die Vögel von Paraguay sieben Bälge, gesammelt von Eugen Josef Robert Schuhmacher (1906–1973) und Michael Mathias Kiefer (1902–1980) im Gran Chaco und im Bergland des Río Apa, zur Verfügung. Seine Analysen führten zu dem Schluss, dass Rallus chiricote Vieillot, 1819 keine südliche Unterart darstellt, sondern ein Synonym zur Nominatform ist. Viellots Beschreibung basierte auf Ypacabá del chiricóte  von Félix de Azara. Er bestätigte damit was Carl Eduard Hellmayr bereits aufgrund der Sammlung von Henry Boardman Conover herausgearbeitet hatte. In der Literatur fand er viele Nachweise für das Land, so z. B. am Río Pilcomayo durch Hans Hermann Carl Ludwig von Berlepsch, in der Colonia von Pedro Risso durch Tommaso Salvadori und Claude Henry Baxter Grant, in Sapucai durch Charles Chubb, in Puerto Pinasco im Departamento Presidente Hayes durch Alexander Wetmore. und in Villarrica durch Hellmayer. Außerdem verglich er das gesammelte Typusexemplar Gallinula ruficeps Spix, 1825 mit seinen Exemplaren und konnte dabei keinen Unterschied feststellen.